# DriveNow
DriveNow — немецкий оператор каршеринга, владельцем которого является автоконцерн BMW. Сервис каршеринга начал свою работу в июне 2011 года в Мюнхене, Германия. По состоянию на октябрь 2017 года флот оператора составляет более 6000 автомобилей каршеринга в 9 европейских странах. В этом же месяце база подписчиков сервиса достигла 1 млн человек. Флот компании состоит исключительно из автомобильных марок BMW, включая различные модели Mini.